# История похитителя тел
«Исто́рия похити́теля тел» (англ. The Tale of the Body Thief) — роман известной американской писательницы Энн Райс. Является частью цикла «Вампирские хроники». Как и две предыдущие книги серии, «Вампир Лестат» и «Царица проклятых», эта книга написана от лица главного героя — вампира Лестата де Лионкура.
Действие романа разворачивается полностью в XX веке, что отличает его от других книг Райс, в которых она часто погружает читателей в прошлое.
Роман вошёл в список бестселлеров по версии Publishers Weekly за 1992 год.

## Сюжет
В начале книги Лестат впадает в депрессию и начинает ненавидеть то, что он является вампиром. Хотя он и пытается ограничивать свои жертвы убийцами, он всё же иногда поддаётся соблазну и убивает невинного человека. Лестат также постоянно страдает от ночных кошмаров, в которых ему снится его покойная «дочь» Клодия, так как он винит себя в её гибели.
«Шабаш» вампиров, сформированный в конце романа «Царица проклятых», к тому времени уже давно распался, и Лестат, забросивший карьеру рок-звезды, чувствует себя очень одиноким. У него осталось очень мало друзей, включая Дэвида Тальбота, семидесятичетырёхлетнего смертного главы ордена Таламаска. Хотя Лестат неоднократно предлагал Дэвиду «Тёмный дар», Дэвид каждый раз отказывался стать вампиром и  вечным компаньоном Лестата.
В конце концов, Лестат решает покончить жизнь самоубийством и улетает в пустыню Гоби на рассвете. Солнце пустыни сжигает кожу Лестата, но он слишком силён, чтобы погибнуть, и возвращается в дом Дэвида в Англии чтобы излечить свои ожоги.
К Лестату несколько раз подходит загадочный человек по имени Раглан Джеймс — тот самый «Похититель тел». Джеймс посылает Лестату несколько сообщений, в которых он намекает, что обладает способностью меняться телами. Затем он предлагает вампиру обменяться телами на один день. Несмотря на советы других вампиров и Дэвида, Лестат считает, что нет никакого риска в том чтобы стать на один день человеком. Однако Раглан Джеймс является патологическим вором и сбегает с бессмертным телом Лестата и деньгами, спрятанными Лестатом.
Опять став человеком, Лестат чуть не умирает. По-видимому, его новое тело страдает от воспаления лёгких, на которое он не обращает внимания, прогуливаясь по Вашингтону во время холодной зимы. Его спасает монахиня по имени Гретхен, которая временно становится любовницей Лестата, прежде чем вернуться в монастырь в Южной Америке. Лестат начинает поиски своего тела.
Сперва он пытается просить помощи у других вампиров, но тщетно. Мариус очень рассержен на него за то, что он позволил вору получить такое могущественное тело, и отказывается помогать Лестату. В Новом Орлеане, Лестат просит Луи обратить его новое тело в вампира, но Луи считает, что Лестат должен быть счастлив, что стал человеком, ведь именно так он говорил в своей автобиографии. Единственным союзником Лестата является Дэвид Тальбот.
Воспользовавшись огромными ресурсами Таламаски, Тальбот раскрывает, что Джеймс является сильным экстрасенсом, который однажды был сотрудником ордена, но был выгнан за постоянные кражи, будучи клептоманом. Джеймс также страдает от многих психологических расстройств.
Так как Джеймс совершенно не обладает воображением, то Лестат и Тальбот довольно быстро отслеживают его по кражам и убийствам. Несмотря на своё новоявленное богатство и могущественное тело, Джеймс продолжает красть драгоценности у людей. Он также, не таясь, разбрасывается своим богатством, пускаясь на круиз по Карибскому морю на лайнере «Queen Elizabeth 2», опустошая своих жертв по пути. Обнаружив вора, Лестат и Тальбот составляют план возвращения тела.
На лайнере Лестату удаётся вернуть себе своё тело с помощью Тальбота, но ему приходится бежать на нижнюю палубу, чтобы избежать восходящего Солнца. Проснувшись вечером, он узнаёт, что Джеймс и Тальбот исчезли.
Лестат находит Дэвида во Флориде и, к своему удивлению, узнаёт, что его друг теперь хочет стать вампиром. Но во время питья крови Дэвида Лестат узнаёт, что в теле его друга находится Джеймс, который захватил тело Тальбота на лайнере. В ярости Лестат бьёт Джеймса, ненароком разбивая его череп о стену. Хотя его забирает скорая, Лестат понимает, что он ужё мёртв — удар повредил мозг, и Джеймс уже не сможет покинуть тело Тальбота. На улице Лестат встречает настоящего Тальбота в молодом теле Джеймса.
Затем читателю предоставляется ложная концовка. Раглан Джеймс мёртв. Дэвид начинает наслаждаться жизнью в своём новом теле. Лестат возвращается в Новый Орлеан и, вместе с Луи, начинает обновлять свой старый дом. Прежде всего, Лестат утверждает, что он наконец-то примирился со своей вампирской сущностью. Затем Лестат предупреждает читателей, что не стоит  продолжать  читать дальше, если им подходит такой конец.
Он затем возобновляет рассказ, утверждая, что опять стал «злым», и решает обратить Тальбота в вампира против его воли, несмотря на то, что Тальбот был единственным, кто согласился помочь Лестату вернуть его тело. Став против воли бессмертным, Дэвид исчезает. Поначалу Лестат ищет его, но затем решает вернуться в Новый Орлеан, где, с своему удивлению, обнаруживает, что Дэвид уже связался с Луи.
Дэвид и Луи решают лететь в Рио-де-Жанейро, не обращая внимания на протесты Лестата. Лестат вдруг понимает что, несмотря на всё, что произошло, он всё ещё одинок и потерял  единственный шанс искупить свои грехи.